# Niue (grupa etniczna)
Niue – rdzenni mieszkańcy wyspy Niue na Pacyfiku, odłam Polinezyjczyków. W 1994 roku ich liczebność wynosiła 2,3 tys. na Niue oraz dalsze 3 tys. na emigracji w Nowej Zelandii i Samoa. Posługują się językiem niue z rodziny polinezyjskiej. Dzielą się na dwie grupy etnograficzne, w przeszłości walczące ze sobą.
Niue wyznają chrześcijaństwo, głównie protestantyzm (75%), mormonizm (10%) i katolicyzm (5%). Do ich tradycyjnych zajęć zalicza się uprawę palmy kokosowej, bananów, taro i jamsu oraz chów świń i drobiu, w mniejszym zakresie również rybołówstwo. Niue zajmują się także plecionkarstwem oraz produkcją kopry i gospodarką leśną.